# Estonian International 2012
Die Estonian International 2012 im Badminton fanden vom 12. bis 15. Januar 2012 in Tallinn statt. Der Referee war Aengus Sheerin aus Irland. Das Preisgeld betrug 5.000 US-Dollar, wodurch das Turnier in das BWF-Level 4B eingeordnet wurde.

## Austragungsort
- Kalevi Spordihalis, Juhkentali 12

## Sieger und Platzierte
| Disziplin    | Gold                                 | Silber                            | Bronze                           |
| ------------ | ------------------------------------ | --------------------------------- | -------------------------------- |
| Herreneinzel | Ville Lång                           | Raul Must                         | Scott Evans                      |
| Herreneinzel | Ville Lång                           | Raul Must                         | Niluka Karunaratne               |
| Dameneinzel  | Judith Meulendijks                   | Elizabeth Cann                    | Lianne Tan                       |
| Dameneinzel  | Judith Meulendijks                   | Elizabeth Cann                    | Sashina Vignes Waran             |
| Herrendoppel | Laurent Constantin Sébastien Vincent | Jorrit de Ruiter Dave Khodabux    | Patrick Lundqvist Jonathan Nordh |
| Herrendoppel | Laurent Constantin Sébastien Vincent | Jorrit de Ruiter Dave Khodabux    | Matthew Nottingham Ben Stawski   |
| Damendoppel  | Selena Piek Iris Tabeling            | Samantha Barning Ilse Vaessen     | Alexandra Langley Lauren Smith   |
| Damendoppel  | Selena Piek Iris Tabeling            | Samantha Barning Ilse Vaessen     | Alyssa Lim Jessica Fletcher      |
| Mixed        | Dave Khodabux Selena Piek            | Jorrit de Ruiter Samantha Barning | Jelle Maas Iris Tabeling         |
| Mixed        | Dave Khodabux Selena Piek            | Jorrit de Ruiter Samantha Barning | Max Schwenger Isabel Herttrich   |

## Finalergebnisse
| Disziplin    | Sieger                               | Finalist                          | Ergebnis          |
| ------------ | ------------------------------------ | --------------------------------- | ----------------- |
| Herreneinzel | Ville Lång                           | Raul Must                         | 21:8 21:15        |
| Dameneinzel  | Judith Meulendijks                   | Elizabeth Cann                    | 21:13 10:21 21:14 |
| Herrendoppel | Laurent Constantin Sébastien Vincent | Jorrit de Ruiter Dave Khodabux    | 21:17 19:21 21:15 |
| Damendoppel  | Selena Piek Iris Tabeling            | Samantha Barning Ilse Vaessen     | 21:15 13:21 21:10 |
| Mixed        | Dave Khodabux Selena Piek            | Jorrit de Ruiter Samantha Barning | 21:7 21:12        |

## Ergebnisse

### Herreneinzel Qualifikation
- Saber Afif –  Andrei Kago: 21-10 / 21-7
- Rhys Walker –  Heiko Zoober: 21-8 / 21-15
- András Németh –  Stefan Andersson: 19-21 / 21-16 / 21-10
- Daniel Groom –  Henri Aarnio: 18-21 / 21-18 / 21-19
- Joshua Green –  Simon Knutsson: 21-18 / 21-11
- Rainer Kaljumae –  Donatas Narvilas: 21-11 / 21-4
- Lucas Corvée –  Michael Spencer-Smith: 21-8 / 21-14
- Dmytro Katsaruba –  Pugh Jamie: 21-11 / 21-8
- Erik Meijs –  Ruaraidh Sim: 21-8 / 21-9
- Sakti Kusuma –  Julien Maio: 21-16 / 21-18
- Mikael Westerbäck –  Moritz Kaufmann: 21-15 / 21-13
- Kasper Lehikoinen –  Tauri Kalmet: 21-9 / 21-16
- Marin Baumann –  Sujay Karve: 21-4 / 21-5
- Robert Kasela –  Akseli Danskanen: 21-12 / 22-20
- Nathan Vervaeke –  Edgaras Slušnys: 24-26 / 21-15 / 21-14
- Jacob Nilsson –  Philip Perlov: 21-10 / 21-7
- Alan Plavin –  Tauno Tooming: 21-19 / 21-9
- Yauheni Yakauchuk –  Iikka Heino: 21-15 / 21-18
- Ingmar Seidelberg –  Sam Dobson: 21-17 / 21-15
- Robert Kettle –  Filip Michael Duwall Myhren: 22-20 / 21-12
- Kalle Koljonen –  Alexandre Françoise: 21-14 / 21-18
- Povilas Bartušis –  Mihkel Laanes: 21-10 / 21-12
- Zhu Yixin –  Phillip Aspinall: 21-16 / 21-18
- Lucas Claerbout –  Patrick Kämnitz: 21-11 / 21-13
- Joonas Korhonen –  Rüdiger Gnedt: 21-18 / 21-8
- Rasmus Grill Noes –  Juri Mihhailov: 21-4 / 21-13
- Andrew Smith –  Jente Paesen: 21-10 / 21-14
- Kyrylo Leonov –  Antoine Lodiot: 21-13 / 21-18
- Jordy Hilbink –  Oskari Larkimo: 21-13 / 21-10
- Albin Carl Hjelm –  Richard Domke: 21-13 / 12-21 / 21-19
- Anton Kaisti –  Victor Zuhr: 21-16 / 21-15
- Nick Fransman –  Jonathan Marcus Forsberg: 21-15 / 21-5
- Saber Afif –  Rhys Walker: 21-14 / 21-16
- András Németh –  Daniel Groom: 21-16 / 27-25
- Joshua Green –  Rainer Kaljumae: 21-19 / 21-17
- Lucas Corvée –  Dmytro Katsaruba: 21-18 / 21-14
- Sakti Kusuma –  Erik Meijs: 21-7 / 12-21 / 21-14
- Kasper Lehikoinen –  Mikael Westerbäck: 21-18 / 21-19
- Marin Baumann –  Robert Kasela: 23-21 / 21-15
- Jacob Nilsson –  Nathan Vervaeke: 21-14 / 21-11
- Yauheni Yakauchuk –  Alan Plavin: 21-15 / 21-10
- Ingmar Seidelberg –  Robert Kettle: 19-21 / 21-18 / 21-19
- Kalle Koljonen –  Povilas Bartušis: 21-12 / 21-13
- Lucas Claerbout –  Zhu Yixin: 21-9 / 21-14
- Rasmus Grill Noes –  Joonas Korhonen: 21-17 / 21-16
- Andrew Smith –  Kyrylo Leonov: 21-11 / 21-13
- Jordy Hilbink –  Albin Carl Hjelm: 21-15 / 21-15
- Nick Fransman –  Anton Kaisti: 21-10 / 21-18
- Saber Afif –  András Németh: 21-11 / 21-13
- Lucas Corvée –  Joshua Green: 21-14 / 22-20
- Kasper Lehikoinen –  Sakti Kusuma: 11-21 / 22-20 / 21-18
- Marin Baumann –  Jacob Nilsson: 22-20 / 21-14
- Yauheni Yakauchuk –  Ingmar Seidelberg: 21-14 / 21-13
- Lucas Claerbout –  Kalle Koljonen: 18-21 / 21-15 / 21-8
- Andrew Smith –  Rasmus Grill Noes: 21-13 / 21-13
- Nick Fransman –  Jordy Hilbink: 21-18 / 22-20

### Herreneinzel
- Ville Lång –  Kasper Lehikoinen: 21-12 / 21-9
- Henrik Tóth –  Maxime Michel: 12-21 / 21-6 / 21-12
- Lucas Corvée –  Edwin Ekiring: 21-12 / 21-17
- Fabian Hammes –  Pavel Florián: 21-11 / 13-21 / 21-18
- Misha Zilberman –  Nikolai Ukk: 21-13 / 21-17
- Lucas Claerbout –  Giovanni Greco: 21-9 / 21-16
- Niluka Karunaratne –  Bjorn Seguin: 21-17 / 21-18
- Saber Afif –  Hubert Pączek: 18-21 / 21-17 / 21-19
- Jan Fröhlich –  Yauheni Yakauchuk: 21-15 / 21-8
- Eetu Heino –  Marin Baumann: 22-24 / 21-10 / 21-17
- Raul Must –  Thomas Rouxel: 21-13 / 21-16
- Nikolaj Persson –  Nick Fransman: 11-21 / 21-18 / 21-17
- Andrew Smith –  Sattawat Pongnairat: 21-17 / 24-22
- Sylvain Ternon –  Yoann Turlan: 21-19 / 21-10
- Scott Evans –  Flemming Quach: 19-21 / 21-18 / 21-16
- Maxime Moreels –  Georgios Charalambidis: w.o.
- Ville Lång –  Henrik Tóth: 21-8 / 21-12
- Fabian Hammes –  Lucas Corvée: 21-19 / 21-13
- Misha Zilberman –  Lucas Claerbout: 13-21 / 21-14 / 21-14
- Niluka Karunaratne –  Maxime Moreels: 21-16 / 21-11
- Saber Afif –  Jan Fröhlich: 21-16 / 21-14
- Raul Must –  Eetu Heino: 21-15 / 21-18
- Nikolaj Persson –  Andrew Smith: 21-14 / 21-18
- Scott Evans –  Sylvain Ternon: 21-9 / 16-21 / 21-16
- Ville Lång –  Fabian Hammes: 21-12 / 21-5
- Niluka Karunaratne –  Misha Zilberman: 17-21 / 21-19 / 21-11
- Raul Must –  Saber Afif: 21-15 / 21-18
- Scott Evans –  Nikolaj Persson: 18-21 / 21-14 / 21-12
- Ville Lång –  Niluka Karunaratne: 21-7 / 21-11
- Raul Must –  Scott Evans: 14-21 / 21-19 / 11-9 Ret.
- Ville Lång –  Raul Must: 21-8 / 21-15

### Dameneinzel Qualifikation
- Lucie Černá –  Alexandra Mathis: 21-14 / 21-8
- Getter Saar –  Fontaine Wright: 17-21 / 21-14 / 21-18
- Lauren Meheust –  Lisa Sjostrom: 21-7 / 21-16
- Anastasia Kharlampovich –  Katarina Kliit: 21-9 / 21-7
- Jenny Wan –  Anastasiya Cherniavskaya: 21-11 / 21-16
- Zuzana Pavelková –  Angela Castillo: 21-11 / 21-14
- Kate Robertshaw –  Gabija Narvilaite: 21-11 / 21-8
- Kati Tolmoff –  Airi Mikkelä: 21-11 / 21-15
- Ksenia Polikarpova –  Marie Demy: 21-10 / 21-11
- Sonja Pekkola –  Nathalie Ziesig: 21-11 / 21-13
- Ellinor Widh –  Marie Maunoury: 21-13 / 18-21 / 21-9
- Kristin Kuuba –  Khrystyna Dzhanhobekova: 21-15 / 16-21 / 21-18
- Sabine Devooght –  Sale-Liis Teesalu: 21-3 / 21-11
- Karoliina Latola –  Sarina Kohlfürst: 21-12 / 21-19
- Liu Fang Hua –  Sarah Milne: 21-10 / 21-14
- Lucie Černá –  Riikka Sinkko: 21-6 / 21-12
- Getter Saar –  Lauren Meheust: 21-17 / 21-14
- Jenny Wan –  Anastasia Kharlampovich: 21-18 / 21-10
- Kate Robertshaw –  Zuzana Pavelková: 21-15 / 21-18
- Ksenia Polikarpova –  Kati Tolmoff: 21-14 / 21-18
- Ellinor Widh –  Sonja Pekkola: 21-14 / 21-15
- Sabine Devooght –  Kristin Kuuba: 21-12 / 21-7
- Liu Fang Hua –  Karoliina Latola: 21-6 / 21-17

### Dameneinzel
- Elizabeth Cann –  Panuga Riou: 19-21 / 21-17 / 21-17
- Liu Fang Hua –  Kirsty Gilmour: 17-21 / 22-20 / 21-14
- Sashina Vignes Waran –  Nanna Vainio: 21-14 / 21-16
- Patty Stolzenbach –  Jenny Wan: 21-11 / 21-9
- Carola Bott –  Lucie Černá: 21-10 / 21-12
- Mariya Ulitina –  Barbara Matias: 21-15 / 22-20
- Alesia Zaitsava –  Sarah Walker: 25-23 / 21-7
- Perrine Lebuhanic –  Sabine Devooght: 21-18 / 21-17
- Judith Meulendijks –  Laura Vana: 21-9 / 21-6
- Akvilė Stapušaitytė –  Michelle Chan: 21-18 / 16-21 / 21-16
- Ksenia Polikarpova –  Ellinor Widh: 21-18 / 23-21
- Lianne Tan –  Natalya Voytsekh: 21-14 / 19-21 / 21-19
- Nicole Schaller –  Victoria Montero: w.o.
- Kate Robertshaw –  Lohaynny Vicente: w.o.
- Beatriz Corrales –  Grace Gabriel: w.o.
- Getter Saar –  Cynthia González: w.o.
- Elizabeth Cann –  Liu Fang Hua: 21-18 / 13-21 / 21-19
- Nicole Schaller –  Kate Robertshaw: 22-20 / 21-11
- Sashina Vignes Waran –  Patty Stolzenbach: 17-21 / 21-14 / 21-13
- Mariya Ulitina –  Carola Bott: 25-23 / 19-21 / 21-13
- Alesia Zaitsava –  Beatriz Corrales: 18-21 / 21-17 / 21-7
- Judith Meulendijks –  Perrine Lebuhanic: 21-19 / 21-9
- Akvilė Stapušaitytė –  Getter Saar: 21-11 / 20-22 / 21-10
- Lianne Tan –  Ksenia Polikarpova: 21-16 / 21-13
- Elizabeth Cann –  Nicole Schaller: 18-21 / 21-14 / 21-16
- Sashina Vignes Waran –  Mariya Ulitina: 20-22 / 21-8 / 21-13
- Judith Meulendijks –  Alesia Zaitsava: 18-21 / 22-20 / 21-9
- Lianne Tan –  Akvilė Stapušaitytė: 21-12 / 24-22
- Elizabeth Cann –  Sashina Vignes Waran: 21-13 / 21-13
- Judith Meulendijks –  Lianne Tan: 21-18 / 21-19
- Judith Meulendijks –  Elizabeth Cann: 21-13 / 10-21 / 21-14

### Herrendoppel
- Antoine Lodiot /  Julien Maio –  András Németh /  Henrik Tóth: 19-21 / 22-20 / 21-17
- Akseli Danskanen /  Oskari Larkimo –  Sander Sauk /  Mihkel Talts: 22-20 / 21-16
- Matthew Nottingham /  Ben Stawski –  Povilas Bartušis /  Alan Plavin: 21-12 / 21-13
- Daniel Groom /  Pugh Jamie –  Stefan Andersson /  Victor Zuhr: 14-21 / 21-12 / 21-16
- Laurent Constantin /  Sébastien Vincent –  Indrek Küüts /  Meelis Maiste: 21-8 / 21-9
- Vahur Lukin /  Einar Veede –  Alexej Kuplinov /  Konstantin Sarapultsev: 21-16 / 19-21 / 21-15
- Rainer Kaljumae /  Raul Käsner –  Rüdiger Gnedt /  Moritz Kaufmann: 21-9 / 25-23
- Jonathan Marcus Forsberg /  Albin Carl Hjelm –  Timo Parle /  Ronald Üprus: 21-2 / 21-11
- Lauri Nuorteva /  Jesper von Hertzen –  Donatas Narvilas /  Edgaras Slušnys: 21-6 / 21-14
- Patrick Lundqvist /  Jonathan Nordh –  Joris Grosjean /  Gaëtan Mittelheisser: 24-26 / 21-15 / 21-17
- Marin Baumann /  Lucas Corvée –  Alex Fowler /  Edward Thomas: 21-11 / 21-14
- Matijs Dierickx /  Freek Golinski –  Aleksei Konakh /  Yauheni Yakauchuk: 21-17 / 21-10
- Michael Campbell /  Patrick MacHugh –  Andres Aru /  Ants Mängel: 18-21 / 21-10 / 24-22
- Andreas Heinz /  Max Schwenger –  Kristjan Kaljurand /  Robert Kasela: 21-7 / 21-8
- Filip Michael Duwall Myhren /  Jacob Nilsson –  Henri Aarnio /  Joonas Korhonen: 21-13 / 21-18
- Jorrit de Ruiter /  Dave Khodabux –  Florent Riancho /  Inoki Theopilus: 21-16 / 21-13
- Antoine Lodiot /  Julien Maio –  Akseli Danskanen /  Oskari Larkimo: 21-16 / 21-13
- Matthew Nottingham /  Ben Stawski –  Daniel Groom /  Pugh Jamie: 21-11 / 21-11
- Laurent Constantin /  Sébastien Vincent –  Vahur Lukin /  Einar Veede: 21-7 / 21-14
- Rainer Kaljumae /  Raul Käsner –  Jonathan Marcus Forsberg /  Albin Carl Hjelm: 21-16 / 17-21 / 21-17
- Patrick Lundqvist /  Jonathan Nordh –  Lauri Nuorteva /  Jesper von Hertzen: 24-22 / 21-11
- Matijs Dierickx /  Freek Golinski –  Marin Baumann /  Lucas Corvée: 26-28 / 21-14 / 21-10
- Andreas Heinz /  Max Schwenger –  Michael Campbell /  Patrick MacHugh: 21-13 / 21-19
- Jorrit de Ruiter /  Dave Khodabux –  Filip Michael Duwall Myhren /  Jacob Nilsson: 21-13 / 21-15
- Matthew Nottingham /  Ben Stawski –  Antoine Lodiot /  Julien Maio: 18-21 / 21-17 / 21-17
- Laurent Constantin /  Sébastien Vincent –  Rainer Kaljumae /  Raul Käsner: 21-18 / 21-13
- Patrick Lundqvist /  Jonathan Nordh –  Matijs Dierickx /  Freek Golinski: 21-18 / 21-17
- Jorrit de Ruiter /  Dave Khodabux –  Andreas Heinz /  Max Schwenger: 21-16 / 21-18
- Laurent Constantin /  Sébastien Vincent –  Matthew Nottingham /  Ben Stawski: 21-15 / 21-14
- Jorrit de Ruiter /  Dave Khodabux –  Patrick Lundqvist /  Jonathan Nordh: 21-14 / 21-11
- Laurent Constantin /  Sébastien Vincent –  Jorrit de Ruiter /  Dave Khodabux: 21-17 / 19-21 / 21-15

### Damendoppel
- Sarina Kohlfürst /  Nathalie Ziesig –  Helen Kaarjärv /  Anette Martin: 21-13 / 17-21 / 21-14
- Isabel Herttrich /  Inken Wienefeld –  Mathilda Lindholm /  Jenny Nyström: 21-11 / 21-11
- Alyssa Lim /  Jessica Fletcher –  Marianne Haar /  Sale-Liis Teesalu: 21-13 / 21-8
- Sanni Rautala /  Noora Virta –  Kristin Kuuba /  Helina Rüütel: 25-27 / 21-17 / 21-17
- Mariya Ulitina /  Natalya Voytsekh –  Grete Talviste /  Kertu Margus: 21-11 / 21-15
- Fontaine Wright /  Sophie Sankey –  Melissa Mazurtsak /  Laura Kaljurand: 21-8 / 21-12
- Samantha Barning /  Ilse Vaessen –  Lorraine Baumann /  Léa Palermo: 21-11 / 19-21 / 21-12
- Cecilia Bjunér /  Liu Fang Hua –  Charlie Sehier /  Teshana Vignes Waran: w.o.
- Anastasia Kharlampovich /  Ksenia Polikarpova –  Cynthia González /  Victoria Montero: w.o.
- Selena Piek /  Iris Tabeling –  Sarina Kohlfürst /  Nathalie Ziesig: 21-6 / 21-11
- Isabel Herttrich /  Inken Wienefeld –  Marie Demy /  Sabine Devooght: 17-21 / 23-21 / 21-13
- Cecilia Bjunér /  Liu Fang Hua –  Louise Eriksson /  Amanda Wallin: 21-15 / 15-21 / 21-18
- Alyssa Lim /  Jessica Fletcher –  Alexandra Mathis /  Airi Mikkelä: 23-21 / 21-14
- Alexandra Langley /  Lauren Smith –  Mariya Ulitina /  Natalya Voytsekh: 21-13 / 21-17
- Steffi Annys /  Séverine Corvilain –  Fontaine Wright /  Sophie Sankey: 21-17 / 25-23
- Samantha Barning /  Ilse Vaessen –  Carla Nelte /  Johanna Goliszewski: 21-14 / 11-21 / 21-19
- Anastasia Kharlampovich /  Ksenia Polikarpova –  Sanni Rautala /  Noora Virta: w.o.
- Selena Piek /  Iris Tabeling –  Isabel Herttrich /  Inken Wienefeld: 21-12 / 21-16
- Alyssa Lim /  Jessica Fletcher –  Cecilia Bjunér /  Liu Fang Hua: 21-15 / 13-21 / 21-14
- Alexandra Langley /  Lauren Smith –  Anastasia Kharlampovich /  Ksenia Polikarpova: 23-21 / 21-19
- Samantha Barning /  Ilse Vaessen –  Steffi Annys /  Séverine Corvilain: 21-7 / 21-19
- Selena Piek /  Iris Tabeling –  Alyssa Lim /  Jessica Fletcher: 21-12 / 21-12
- Samantha Barning /  Ilse Vaessen –  Alexandra Langley /  Lauren Smith: 21-19 / 21-18
- Selena Piek /  Iris Tabeling –  Samantha Barning /  Ilse Vaessen: 21-15 / 13-21 / 21-10

### Mixed
- Gaëtan Mittelheisser /  Lorraine Baumann –  Kristjan Kaljurand /  Laura Kaljurand: 21-19 / 21-17
- Patrick MacHugh /  Getter Saar –  Jesper von Hertzen /  Riikka Sinkko: 21-19 / 21-18
- Dave Khodabux /  Selena Piek –  Nathan Vervaeke /  Angela Castillo: 21-8 / 21-8
- Lauri Nuorteva /  Sanni Rautala –  Raul Käsner /  Kertu Margus: 22-20 / 23-21
- Jonathan Nordh /  Louise Eriksson –  Juri Mihhailov /  Melissa Mazurtsak: 21-11 / 21-15
- Matthew Nottingham /  Alexandra Langley –  Vahur Lukin /  Grete Talviste: 21-8 / 22-20
- Max Schwenger /  Isabel Herttrich –  Yauheni Yakauchuk /  Anastasiya Cherniavskaya: 21-7 / 21-10
- Maurice Niesner /  Séverine Corvilain –  Anton Kaisti /  Jenny Nyström: 21-23 / 21-19 / 21-17
- Jelle Maas /  Iris Tabeling –  Iikka Heino /  Mathilda Lindholm: 21-7 / 21-9
- Joris Grosjean /  Léa Palermo –  Patrick Lundqvist /  Amanda Högström: 14-21 / 21-7 / 21-17
- Ben Stawski /  Lauren Smith –  Albert Sjostrom /  Lisa Sjostrom: 21-18 / 21-19
- Andreas Heinz /  Carla Nelte –  Kyrylo Leonov /  Mariya Ulitina: 21-16 / 22-20
- Jorrit de Ruiter /  Samantha Barning –  Matijs Dierickx /  Steffi Annys: 21-10 / 21-12
- Zhu Yixin /  Cecilia Bjunér –  Alex Fowler /  Jessica Fletcher: 19-21 / 21-16 / 21-12
- Edward Thomas /  Sophie Sankey –  Aleksei Konakh /  Alesia Zaitsava: 21-19 / 14-21 / 21-19
- Moritz Kaufmann /  Nathalie Ziesig –  Jacco Arends /  Ilse Vaessen: w.o.
- Gaëtan Mittelheisser /  Lorraine Baumann –  Patrick MacHugh /  Getter Saar: 21-16 / 21-12
- Dave Khodabux /  Selena Piek –  Lauri Nuorteva /  Sanni Rautala: 21-17 / 21-10
- Matthew Nottingham /  Alexandra Langley –  Jonathan Nordh /  Louise Eriksson: 21-14 / 21-10
- Max Schwenger /  Isabel Herttrich –  Moritz Kaufmann /  Nathalie Ziesig: 21-8 / 21-10
- Jelle Maas /  Iris Tabeling –  Maurice Niesner /  Séverine Corvilain: 21-7 / 24-22
- Ben Stawski /  Lauren Smith –  Joris Grosjean /  Léa Palermo: 19-21 / 21-13 / 21-12
- Jorrit de Ruiter /  Samantha Barning –  Andreas Heinz /  Carla Nelte: 19-21 / 21-10 / 21-10
- Zhu Yixin /  Cecilia Bjunér –  Edward Thomas /  Sophie Sankey: 19-21 / 21-19 / 22-20
- Dave Khodabux /  Selena Piek –  Gaëtan Mittelheisser /  Lorraine Baumann: 21-13 / 21-16
- Max Schwenger /  Isabel Herttrich –  Matthew Nottingham /  Alexandra Langley: 21-17 / 18-21 / 25-23
- Jelle Maas /  Iris Tabeling –  Ben Stawski /  Lauren Smith: 21-14 / 23-21
- Jorrit de Ruiter /  Samantha Barning –  Zhu Yixin /  Cecilia Bjunér: 15-21 / 21-8 / 21-15
- Dave Khodabux /  Selena Piek –  Max Schwenger /  Isabel Herttrich: 21-9 / 21-9
- Jorrit de Ruiter /  Samantha Barning –  Jelle Maas /  Iris Tabeling: 22-24 / 21-13 / 21-13
- Dave Khodabux /  Selena Piek –  Jorrit de Ruiter /  Samantha Barning: 21-7 / 21-12